# Irsk folkemusik
Irsk folkemusik er en genre indenfor folkemusikken med udspring i Irland. Genren er kendt over hele verden, og som en af de få former for folkemusik har genren opretholdt sin popularitet hele vejen gennem det 20. århundrede, en periode, der eroderede mange andre typer af oprindelig musik på grund af det verdensomspændende udbud af popmusik. På trods af emigration og kontakt med musik fra Storbritannien og USA har den irske folkemusik holdt fast i mange af sine traditionelle aspekter, og genren har selv været med til at influere mange musikalske genrer, inklusive amerikansk folkemusik, rock og punk rock. Mange kunstnere har fusioneret de irske musiske rødder med andre musikalske påvirkninger og opnået bred succes.
En del af styrken i irsk folkemusik skyldes nok, at landets økonomi forblev landbrugsbaseret længere end de fleste andre europæiske landes[kilde mangler] samt at musikken gennem emigrationen fornyede sig i USA. Her oplevede The Clancy Brothers stor succes i 1960'erne, hvilket igen gjorde irsk folkemusik mere populært og respektabelt hjemme i Irland, specielt pga. bands som The Dubliners og The Chieftains.
Gennem 1970'erne og 1980'erne blev adskillelsen mellem traditionelle musikere og rockmusikere uklar, da mange musikere skiftede mellem genrene i deres repertoire (eller i enkelte numre). Bands som U2, The Corrs, Van Morrison, Sinéad O'Connor og The Pogues kan alle beskrives som musikere, der henter en del af deres inspiration fra den irske folkemusik.
Samtidig har irsk folkemusik dog en så stor popularitet, at mange har forsøgt at vende tilbage til rødderne af genren. Der er også nye bands, der holder sig tæt til den oprindelige lyd, inklusive Gaelic Storm, Lúnasa, Kila og Solas. Andre folkemusikanter inkorporerer oprindelig musik fra mange kulturer og laver fusions-folkemusik. Som eksempler kan nævnes Afro Celt Sound System og Loreena McKennitt.

## Bands fra Irland
- Altan
- An Góilín
- At First Light
- Barley Bree
- Beginish
- The Bothy Band
- Ceoltóirí Chualann
- Charlie and The Bhoys
- The Chieftains
- The Clancy Brothers
- Clannad
- Cran
- Danu
- Dave Sheridan and Company
- De Dannan
- Dervish (band)
- Dr. Strangely Strange
- Draioicht na hOiche
- Dublin City Ramblers
- The Dubliners
- Enya
- Four Men and a Dog
- The Golden Lion Light Orchestra
- Gráda
- Herb Garden
- The Johnstons
- Kíla
- LeperKhanz
- Lúnasa (band)
- The Makem Brothers
- Mellow Candle
- The Middlewich Paddies
- Na Casaidigh
- Noel Shine and Mary Greene
- Nomos
- Patrick Street
- Planxty
- Ryan's Fancy
- Setanta (Glasgow)
- Seán O'Neill Band
- Skara Brae music
- Skelpin
- Slainte
- Solas (group)
- Solas (liturgical)
- Stockton's Wing
- Sweeney's Men
- Tamalin (band)
- Téada
- The Corrs
- The Fureys and Davey Arthur
- The Wolfe Tones